# Мирошниченко, Игорь Владимирович
И́горь Влади́мирович Мирошниче́нко (род. 15 декабря 1957 года, Киев, УССР, СССР) — российский военачальник, командующий 4-й армией ВВС и ПВО (2007—2009), командующий 1-м командование ВВС и ПВО (2009—2011), генерал-лейтенант авиации, Заслуженный военный лётчик Российской Федерации, Военный лётчик-снайпер.

## Биография
Родился в 15 декабря 1957 года в Киеве Украинской ССР в семье военного лётчика. В 1973 году поступил, а в 1975 году окончил Московское Суворовское военное училище. В 1975 году поступил, а в 1979 году окончил Черниговское высшее военное авиационное училище лётчиков.
- 1979—1982 — проходил службу лётчиком в 787-м истребительном авиационном полку 16-й гвардейской истребительной авиационной Свирской Краснознамённой дивизии ВВС ГСВГ Финов.
- 1982 — 1986 — проходил службу лётчиком, командиром звена в 179-м гвардейском истребительном авиационном Трансильванском ордена Суворова полку (Небит-Даг, Ашхабадская область), заместителем командира и командиром эскадрильи в 156-м истребительно-бомбардировочном авиационном полку ВВС Туркестанского военного округа. На Су-17МЗ выполнял боевые задачи в Афганистане. За тот период совершил 44 боевых вылета[1].
- В 1987 году поступил и в 1991 году окончил с отличием Военно-воздушную академию имени Ю. А. Гагарина[2].
- 1991—1992 — проходил службу заместителем командира 378-го отдельного штурмового авиаполка ВВС Белорусского военного округа.
- 1992—1995 — заместитетель командира штурмового авиационного полка,
- 1996—2000 — командир 404-го истребительного Таллинского ордена Кутузова авиационного полка ПВО. На МиГ-23МЛ, МиГ-29. Орловка Амурская область.
- 2000—2001 — командир 23-го истребительного авиационного Таллинского полка 28-я истребительная авиационная дивизия(сформированный на базе 60-го и 404-го истребительных авиационных полков).
- командир смешанной авиационной дивизии (2001—2002) ВВС Дальневосточного военного округа.
- 2004 год — окончил с отличием Военную академию Генерального штаба Вооружённых Сил Российской Федерации.
- 2004—2007 — проходил службу командиром 51-го корпуса ПВО Северо-Кавказского военного округа.

18 января 2007 года указом Президента РФ назначен командующим 4-й армией ВВС и ПВО Южного военного округа.
В декабре 2009 года указом Президента РФ назначен командующим 1-м Ленинградским командованием ВВС и ПВО Западного военного округа.
Освоил МиГ-23 (и его модификации), Су-17 М3, Су-25, Су-27. Освоил шесть типов самолетов. Налетал более 1700 часов. Принимал участие в Афганской войне, выполнял задачи в составе Коллективных миротворческих сил в Республике Таджикистан.
4 мая 2011 года Указом Президента РФ освобождён от должности и уволен с военной службы.
В 2012 году генерал-лейтенанту запаса Мирошниченко Игорю Владимировичу присуждена премия Правительства Российской Федерации за значительный вклад в развитие Военно-воздушных сил в размере 500 тысяч рублей.
С 2017 года Ведущий инспектор Группы инспекторов Объединённого стратегического командования Южного военного округа Министерства обороны Российской Федерации.

## Награды
- Орден «За военные заслуги» (1996)
- Орден «За службу Родине в Вооружённых Силах СССР» III степени (1990)
- Медаль «За боевые заслуги» (1985)
- Заслуженный военный лётчик Российской Федерации
- Премия Правительства Российской Федерации за значительный вклад в развитие Военно-воздушных сил (17 декабря 2012) — за организацию и руководство строительством и развитием Военно-воздушных сил на соответствующих командных должностях[5]

## Квалификация
- Лётчик-снайпер, освоил МиГ-23 (и его модификации), Су-17М3, Су-25, Су-27.